# Fédération du Guyana de basket-ball
La Fédération du Guyana de basket-ball (Guyana Amateur Basketball Federation) est une association, fondée en 1961, chargée d'organiser, de diriger et de développer le basket-ball au Guyana.
La Fédération représente le basket-ball auprès des pouvoirs publics ainsi qu'auprès des organismes sportifs nationaux et internationaux et, à ce titre, Guyana dans les compétitions internationales. Elle défend également les intérêts moraux et matériels du basket-ball guyanien. Elle est affiliée à la FIBA depuis 1961, ainsi qu'à la FIBA Amériques.
La Fédération organise également le championnat national.